# 新虹桥中心花园
新虹桥中心花园是一个位于上海长宁区的公园。

## 历史
2000年建立，位于长宁区伊犁路97号，占地面积13万平方米，由加拿大园林设计院和上海园林设计院联合设计，公园内有步道、足球场、篮球场等设施。
2023年春節前，新虹桥中心花园桥下空间形象提升工程完工。該工程共改造空间约2万平方米，设置6个体育场，占地面积近3000平方米。

## 交通
- 上海轨道交通十号线伊犁路站